# Otava
Otava (njemački: Antau, mađarski: Selegszántó, Seleg-Szántó,) je općina u austrijskoj saveznoj državi Gradišću, administrativno pripada kotaru Matrštofu. 

## Zemljopis
Nalazi se na rječici Vulci, jedinoj rijeci koja se ulijeva u Nežidersko jezero.

## Stanovništvo
Rasporak prema podatcima iz 2011. godine ima 746, od čega znatan dio Hrvata. 2001. od 753 stanovnika, 64,9% stanovnika govorilo je njemački kao materinski, 26,2% se izjasnilo Hrvatima, a 3,5% stanovnika izjasnilo se da im je hrvatski materinski.

## Šport
- SV Otava

## Poznate osobe
- Thomas Borenitsch (1980.), austrijski nogometaš

## Vanjske poveznice
- Službene stranice